# Тегюльтя
Тегюльтя (якут. Төгүлтэ) — село (ранее — посёлок) в Амгинском улусе Якутии России. Входит в состав Амгино-Нахаринского наслега. Население 12 чел. (2021) .

## География
Село расположено на юго-востоке Центральной Якутии, по левому берегу реки Амга, вблизи места впадения в неё притока Тенгютте.
Расстояние до улусного центра — села Амга — 170 км, до центра наслега — с. Оннёс — 89 км.
Одна улица: Лягинская.

## История
Согласно Закону Республики Саха (Якутия) от 30 ноября 2004 года N 173-З N 353-III село вошло в образованное муниципальное образование Амгино-Нахаринский наслег.

## Население
| 2002 | 2010 | 2021 |
| ---- | ---- | ---- |
| 9    | ↗13  | ↘12  |

Гендерный состав
По данным Всероссийской переписи населения 2010 года в гендерной структуре населения из 13 человек мужчин — 8, женщин — 5 (61,5 и 38,5 % соответственно).
Национальный состав
Согласно результатам переписи 2002 года, в национальной структуре населения якуты составляли 34 % от общей численности населения в 9 чел..

## Инфраструктура
Животноводство (мясо-молочное скотоводство, мясное табунное коневодство)

## Транспорт
Зимник. Водный транспорт